# Marechal de Portugal
O cargo de Marechal de Portugal ou Marechal do Reino foi criado pelo Rei D. Fernando I em 1382, na sequência da reorganização do alto comando dos exércitos. O Marechal estava directamente subordinado ao Condestável de Portugal, sendo responsável pelos alojamentos das tropas e por outras funções logísticas. As suas funções equivaliam às do actual Quartel-Mestre-General do Exército. 
O cargo foi primeiro atribuído no ano seguinte de 1383 a Gonçalo Vasques de Azevedo, passando depois para o marido da sua filha, Gonçalo Vasques Coutinho, mantendo-se, depois na família. O cargo deixou de ser atribuído depois da união dinástica em 1580. Depois da Restauração da Independência em 1640 o cargo foi recriado durante alguns anos.
Segue-se a lista dos titulares do cargo. A seguir ao nome de cada titular está indicado o ano da tomada de posse.

## Lista dos Marechais de Portugal
1. Gonçalo Vasques de Azevedo - 1383
2. Gonçalo Vasques Coutinho, senhor do Couto de Leomil - 1385
3. D. Vasco Fernandes Coutinho, 1.º conde de Marialva - c. 1413
4. D. Fernando (I) Coutinho - c. 1450
5. D. Álvaro Gonçalves Coutinho - c. 1480
6. D. Fernando (II) Coutinho, 3.º capitão do donatário da ilha Graciosa - c. 1500
7. D. Álvaro Coutinho, 4.º capitão do donatário da ilha Graciosa - c. 1532
8. D. Fernando (III) Coutinho, 5.º capitão do donatário da ilha Graciosa - c. 1565
9. D. Fernando (IV) Coutinho, 6.º capitão do donatário da ilha Graciosa - 1571-1636
10. D. Fernando Mascarenhas (1.º conde de Serém), 1.º conde de Serém - 1643
11. D. Jorge Mascarenhas, 2.º conde de Serém - 1650

## Referência
SOBRAL, José J. X., Marechais portugueses, Audaces, 2008